# Славнянська сільська рада (Зборівський район)
Сла́внянська сільська́ ра́да — адміністративно-територіальна одиниця та орган місцевого самоврядування у Зборівському районі Тернопільської області. Адміністративний центр — село Славна.

## Загальні відомості
Славнянська сільська рада утворена в 1994 році.
- Територія ради: 0,768 км²
- Населення ради: 313 особи (станом на 2001 рік)
- Територією ради протікає річка Мала Стрипа

## Населені пункти
Сільській раді підпорядковані населені пункти:
- с. Славна

## Склад ради
Рада складається з 12 депутатів та голови.
- Голова ради: Смакула Андрій Миколайович
- Секретар ради: Конвай Василь Степанович

### Керівний склад попередніх скликань
| Прізвище, ім'я, по батькові | Основні відомості                                                 | Дата обрання | Дата звільнення |
| --------------------------- | ----------------------------------------------------------------- | ------------ | --------------- |
| Смакула Андрій Миколайович  | Сільський голова, 1964 року народження                            | 26.03.2006   | 31.10.2010      |
| Дідик Богдан Євгенович      | Сільський голова, 1959 року народження, освіта вища, безпартійний | 31.10.2010   | 30.05.2013      |
| Смакула Андрій Миколайович  | Сільський голова, 1964 року народження, освіта вища, безпартійний | 25.05.2014   |                 |

Примітка: таблиця складена за даними сайту Верховної Ради України

### Депутати
За результатами місцевих виборів 2010 року депутатами ради стали:

#### За суб'єктами висування
| Суб'єкт висування | Кількість обраних депутатів | %    |
| ----------------- | --------------------------- | ---- |
| Самовисування     | 11                          | 91,7 |
| Народна партія    | 1                           | 8,3  |

#### За округами
| № округу       | Прізвище, ім'я, по батькові | Дата визнання обраним | Освіта             | Партійна приналежність | Відомості про обраного депутата                |
| -------------- | --------------------------- | --------------------- | ------------------ | ---------------------- | ---------------------------------------------- |
| Народна Партія |                             |                       |                    |                        |                                                |
| 5              | Кузів Марія Петрівна        | 05.11.2010            | вища               | позапартійна           | загальноосвітня школа І ст. с. Славна, вчитель |
| Самовисування  |                             |                       |                    |                        |                                                |
| 1              | Мартюк Ярослав Михайлович   | 05.11.2010            | середня спеціальна | позапартійний          | ПАП «Квота», слюсар                            |
| 2              | Заяць Ярослав Петрович      | 05.11.2010            | середня            | позапартійний          | ТзОВ «Розтоцьке», тракторист                   |
| 3              | Марків Володимир Михайлович | 05.11.2010            | середня            | позапартійний          | ПАП «Квота», тракторист                        |
| 4              | Ковальська Ганна Петрівна   | 05.11.2010            | середня спеціальна | позапартійна           | пенсіонер                                      |
| 6              | Баран Ганна Іванівна        | 05.11.2010            | середня спеціальна | позапартійна           | пенсіонер                                      |
| 7              | Каліщук Петро Павлович      | 05.11.2010            | середня            | позапартійний          | ПАП «Квота», водій                             |
| 8              | Болотюх Ярослав Павлович    | 05.11.2010            | середня            | позапартійний          | ПАП «Квота», різноробочий                      |
| 9              | Стецьків Василь Омелянович  | 05.11.2010            | середня            | позапартійний          | ТзОВ «Розтоцьке», водій                        |
| 10             | Конвай Андрій Васильович    | 05.11.2010            | незакінчена вища   | позапартійний          | ТНТУ ім. Пулюя, студент                        |
| 11             | Ковай Василь Степанович     | 05.11.2010            | вища               | позапартійний          | Славнянська сільська рада, секретар            |
| 12             | Лучка Надія Зіновіївна      | 05.11.2010            | середня спеціальна | позапартійна           | ПАП «Квота», різноробоча                       |